# Mistrzostwa Świata w Piłce Nożnej 2002 (eliminacje strefy AFC)
Eliminacje do Mistrzostw Świata w Piłce Nożnej 2002 w strefie AFC odbyły się między listopadem 2000 a listopadem 2001 roku i miały na celu wyłonienie 2 drużyn, które wzięły udział w mundialu.
Do eliminacji zgłosiło się 40 reprezentacji. Afganistan, Bhutan, Korea Północna nie brały udziału w kwalifikacjach. Reprezentacja Birmy po rozlosowaniu grup pierwszej rundy wycofała się z rozgrywek.

## Format
Eliminacje składały się z 2 rund kwalifikacyjnych i rundy play-off.
- Pierwsza runda – 39 drużyn zostało rozlosowane na 10 grup – 9 czterozespołowych i jedna trzyzespołowa. W każdej z nich poza grupą 2 drużyny rozegrały 6 meczów. Zwycięzcy grup awansowali do drugiej rundy.
- Druga runda – 10 zwycięzców grup poprzedniej rundy zostało rozlosowanych na dwie 5-zespołowe grupy. Zwycięzcy grup awansowali na MŚ 2002, a drużyny z drugich miejsc do rundy play-off.
- Runda play-off – drużyny z drugich miejsc grup drugiej rundy zmierzyły się ze sobą w dwumeczu. Zwycięzca awansował do barażu interkontynentalnego.

## Pierwsza runda
Źródło:

### Grupa 1
| Lp. | Drużyna  | M | Mecze | Mecze | Mecze | Bramki | Bramki | Bramki | Pkt |
| Lp. | Drużyna  | M | W     | R     | P     | +      | −      | +/−    | Pkt |
| --- | -------- | - | ----- | ----- | ----- | ------ | ------ | ------ | --- |
| 1.  | Oman     | 6 | 5     | 1     | 0     | 33     | 3      | +30    | 16  |
| 2.  | Syria    | 6 | 4     | 1     | 1     | 40     | 6      | +34    | 13  |
| 3.  | Laos     | 6 | 1     | 1     | 4     | 3      | 40     | −37    | 4   |
| 4.  | Filipiny | 6 | 0     | 1     | 5     | 2      | 29     | −27    | 1   |

### Grupa 2
| Lp. | Drużyna     | M | Mecze | Mecze | Mecze | Bramki | Bramki | Bramki | Pkt |
| Lp. | Drużyna     | M | W     | R     | P     | +      | −      | +/−    | Pkt |
| --- | ----------- | - | ----- | ----- | ----- | ------ | ------ | ------ | --- |
| 1.  | Iran        | 2 | 2     | 0     | 0     | 21     | 0      | +21    | 6   |
| 2.  | Tadżykistan | 2 | 1     | 0     | 1     | 16     | 2      | +14    | 3   |
| 3.  | Guam        | 2 | 0     | 0     | 2     | 0      | 35     | −35    | 0   |
| 4.  | Birma       | 0 | 0     | 0     | 0     | 0      | 0      | 0      | 0   |

### Grupa 3
| Lp. | Drużyna   | M | Mecze | Mecze | Mecze | Bramki | Bramki | Bramki | Pkt |
| Lp. | Drużyna   | M | W     | R     | P     | +      | −      | +/−    | Pkt |
| --- | --------- | - | ----- | ----- | ----- | ------ | ------ | ------ | --- |
| 1.  | Katar     | 6 | 5     | 1     | 0     | 14     | 3      | +11    | 16  |
| 2.  | Palestyna | 6 | 2     | 1     | 3     | 8      | 9      | −1     | 7   |
| 3.  | Malezja   | 6 | 2     | 1     | 3     | 8      | 11     | −3     | 7   |
| 4.  | Hongkong  | 6 | 1     | 1     | 4     | 3      | 10     | −7     | 4   |

### Grupa 4
| Lp. | Drużyna   | M | Mecze | Mecze | Mecze | Bramki | Bramki | Bramki | Pkt |
| Lp. | Drużyna   | M | W     | R     | P     | +      | −      | +/−    | Pkt |
| --- | --------- | - | ----- | ----- | ----- | ------ | ------ | ------ | --- |
| 1.  | Bahrajn   | 6 | 5     | 1     | 0     | 9      | 4      | +5     | 16  |
| 2.  | Kuwejt    | 6 | 4     | 1     | 1     | 9      | 3      | +6     | 13  |
| 3.  | Kirgistan | 6 | 1     | 1     | 4     | 3      | 9      | −6     | 4   |
| 4.  | Singapur  | 6 | 0     | 2     | 4     | 3      | 8      | −5     | 2   |

### Grupa 5
| Lp. | Drużyna   | M | Mecze | Mecze | Mecze | Bramki | Bramki | Bramki | Pkt |
| Lp. | Drużyna   | M | W     | R     | P     | +      | −      | +/−    | Pkt |
| --- | --------- | - | ----- | ----- | ----- | ------ | ------ | ------ | --- |
| 1.  | Tajlandia | 6 | 5     | 1     | 0     | 20     | 5      | +15    | 16  |
| 2.  | Liban     | 6 | 4     | 1     | 1     | 26     | 5      | +21    | 13  |
| 3.  | Sri Lanka | 6 | 1     | 1     | 4     | 8      | 20     | −12    | 4   |
| 4.  | Pakistan  | 6 | 0     | 1     | 5     | 5      | 29     | −24    | 1   |

### Grupa 6
| Lp. | Drużyna    | M | Mecze | Mecze | Mecze | Bramki | Bramki | Bramki | Pkt |
| Lp. | Drużyna    | M | W     | R     | P     | +      | −      | +/−    | Pkt |
| --- | ---------- | - | ----- | ----- | ----- | ------ | ------ | ------ | --- |
| 1.  | Irak       | 6 | 4     | 2     | 0     | 28     | 5      | +23    | 14  |
| 2.  | Kazachstan | 6 | 4     | 2     | 0     | 20     | 2      | +18    | 14  |
| 3.  | Nepal      | 6 | 2     | 0     | 4     | 13     | 52     | −39    | 6   |
| 4.  | Makau      | 6 | 0     | 0     | 6     | 2      | 31     | −29    | 0   |

### Grupa 7
| Lp. | Drużyna         | M | Mecze | Mecze | Mecze | Bramki | Bramki | Bramki | Pkt |
| Lp. | Drużyna         | M | W     | R     | P     | +      | −      | +/−    | Pkt |
| --- | --------------- | - | ----- | ----- | ----- | ------ | ------ | ------ | --- |
| 1.  | Uzbekistan      | 6 | 4     | 2     | 0     | 20     | 5      | +15    | 14  |
| 2.  | Turkmenistan    | 6 | 4     | 0     | 2     | 12     | 7      | +5     | 12  |
| 3.  | Jordania        | 6 | 2     | 2     | 2     | 12     | 7      | +5     | 8   |
| 4.  | Chińskie Tajpej | 6 | 0     | 0     | 6     | 0      | 25     | −25    | 0   |

### Grupa 8
| Lp. | Drużyna                      | M | Mecze | Mecze | Mecze | Bramki | Bramki | Bramki | Pkt |
| Lp. | Drużyna                      | M | W     | R     | P     | +      | −      | +/−    | Pkt |
| --- | ---------------------------- | - | ----- | ----- | ----- | ------ | ------ | ------ | --- |
| 1.  | Zjednoczone Emiraty Arabskie | 6 | 4     | 0     | 2     | 21     | 5      | +16    | 12  |
| 2.  | Jemen                        | 6 | 3     | 2     | 1     | 14     | 8      | +6     | 11  |
| 3.  | Indie                        | 6 | 3     | 2     | 1     | 11     | 5      | +6     | 11  |
| 4.  | Brunei                       | 6 | 0     | 0     | 6     | 0      | 28     | −28    | 0   |

### Grupa 9
| Lp. | Drużyna   | M | Mecze | Mecze | Mecze | Bramki | Bramki | Bramki | Pkt |
| Lp. | Drużyna   | M | W     | R     | P     | +      | −      | +/−    | Pkt |
| --- | --------- | - | ----- | ----- | ----- | ------ | ------ | ------ | --- |
| 1.  | Chiny     | 6 | 6     | 0     | 0     | 25     | 3      | +22    | 18  |
| 2.  | Indonezja | 6 | 4     | 0     | 2     | 16     | 7      | +9     | 12  |
| 3.  | Malediwy  | 6 | 1     | 1     | 4     | 8      | 19     | −11    | 4   |
| 4.  | Kambodża  | 6 | 0     | 1     | 5     | 2      | 22     | −20    | 1   |

### Grupa 10
| Lp. | Drużyna          | M | Mecze | Mecze | Mecze | Bramki | Bramki | Bramki | Pkt |
| Lp. | Drużyna          | M | W     | R     | P     | +      | −      | +/−    | Pkt |
| --- | ---------------- | - | ----- | ----- | ----- | ------ | ------ | ------ | --- |
| 1.  | Arabia Saudyjska | 6 | 6     | 0     | 0     | 30     | 0      | +30    | 18  |
| 2.  | Wietnam          | 6 | 3     | 1     | 2     | 9      | 9      | 0      | 10  |
| 3.  | Bangladesz       | 6 | 1     | 2     | 3     | 5      | 15     | −10    | 5   |
| 4.  | Mongolia         | 6 | 0     | 1     | 5     | 2      | 22     | −20    | 1   |

## Druga runda
Źródło:

### Grupa A
| Lp. | Drużyna          | M | Mecze | Mecze | Mecze | Bramki | Bramki | Bramki | Pkt |
| Lp. | Drużyna          | M | W     | R     | P     | +      | −      | +/−    | Pkt |
| --- | ---------------- | - | ----- | ----- | ----- | ------ | ------ | ------ | --- |
| 1.  | Arabia Saudyjska | 8 | 5     | 2     | 1     | 17     | 8      | +9     | 17  |
| 2.  | Iran             | 8 | 4     | 3     | 1     | 10     | 7      | +3     | 15  |
| 3.  | Bahrajn          | 8 | 2     | 4     | 2     | 8      | 9      | −1     | 10  |
| 4.  | Irak             | 8 | 2     | 1     | 5     | 9      | 10     | −1     | 7   |
| 4.  | Tajlandia        | 8 | 0     | 4     | 4     | 5      | 15     | −10    | 4   |

### Grupa B
| Lp. | Drużyna                      | M | Mecze | Mecze | Mecze | Bramki | Bramki | Bramki | Pkt |
| Lp. | Drużyna                      | M | W     | R     | P     | +      | −      | +/−    | Pkt |
| --- | ---------------------------- | - | ----- | ----- | ----- | ------ | ------ | ------ | --- |
| 1.  | Chiny                        | 8 | 6     | 1     | 1     | 13     | 2      | +11    | 19  |
| 2.  | Zjednoczone Emiraty Arabskie | 8 | 3     | 2     | 3     | 10     | 11     | −1     | 11  |
| 3.  | Uzbekistan                   | 8 | 3     | 1     | 4     | 13     | 14     | −1     | 10  |
| 4.  | Katar                        | 8 | 2     | 3     | 3     | 10     | 10     | 0      | 9   |
| 4.  | Oman                         | 8 | 1     | 3     | 4     | 7      | 16     | −9     | 6   |

## Runda play-off
| 25 października 2001 15:00 | Iran · Bageri 43' | 1:0(1:0)Raport | Zjednoczone Emiraty Arabskie | Stadion Azadi, Iran Widzów: 55 000 Sędzia: Kim Young-Joo |
|                            |                   |                |                              |                                                          |

| 31 października 2001 | Zjednoczone Emiraty Arabskie | 0:3(0:1)Raport | Iran · 7' Daei · 75' Bageri · 79' Minawand | Malab Al Nahajjan, Abu Zabi Widzów: 18 000 Sędzia: Tōru Kamikawa |
|                      |                              |                |                                            |                                                                  |

- Iran wygrał w dwumeczu 4:0 i awansował do baraży interkontynentalnych